# Eugen Böhringer
Pour les articles homonymes, voir Bohringer.
Eugen Böhringer, né le 22 janvier 1922 à Rotenberg (près de Stuttgart) et mort le 19 juin 2013  à Stuttgart, est un pilote de rallye allemand, en carrière de 1954 à 1965 (ses premières victoires significatives remontant à 1958).

## Biographie

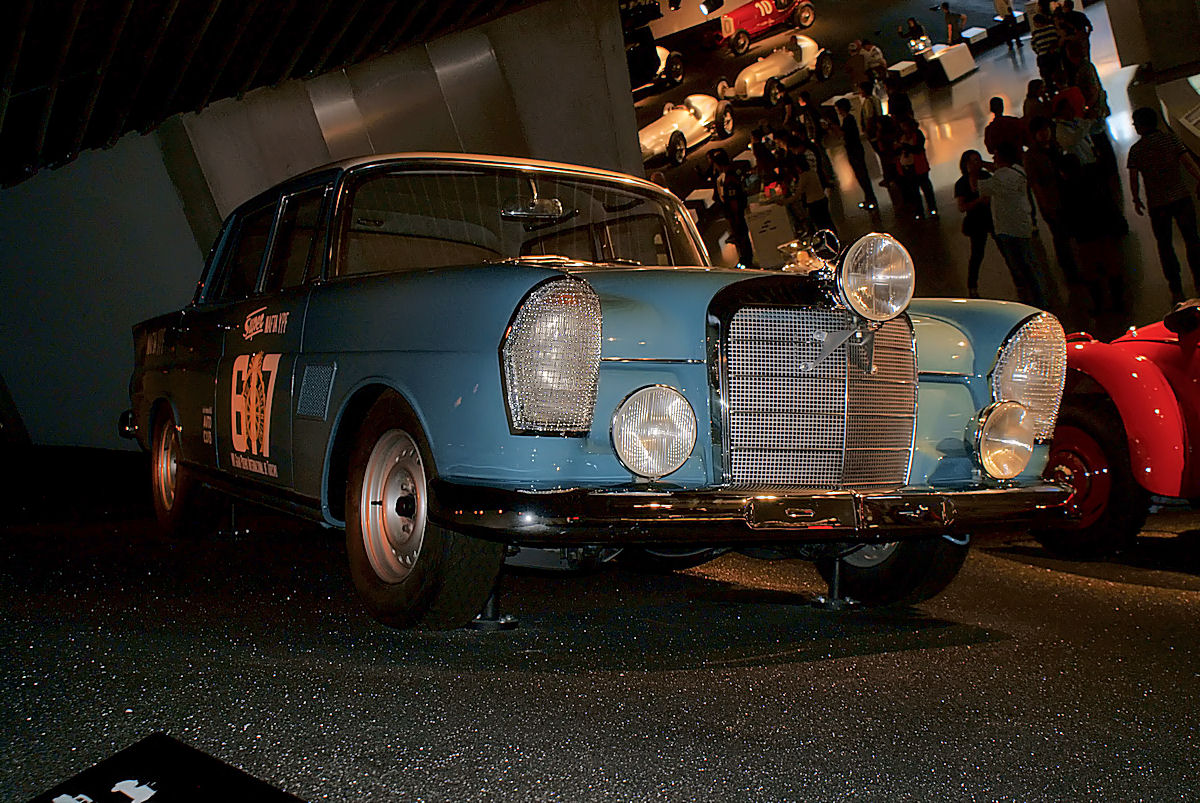
La Mercedes-Benz 300 SE d'Eugen Böhringer pour la saison 1963.

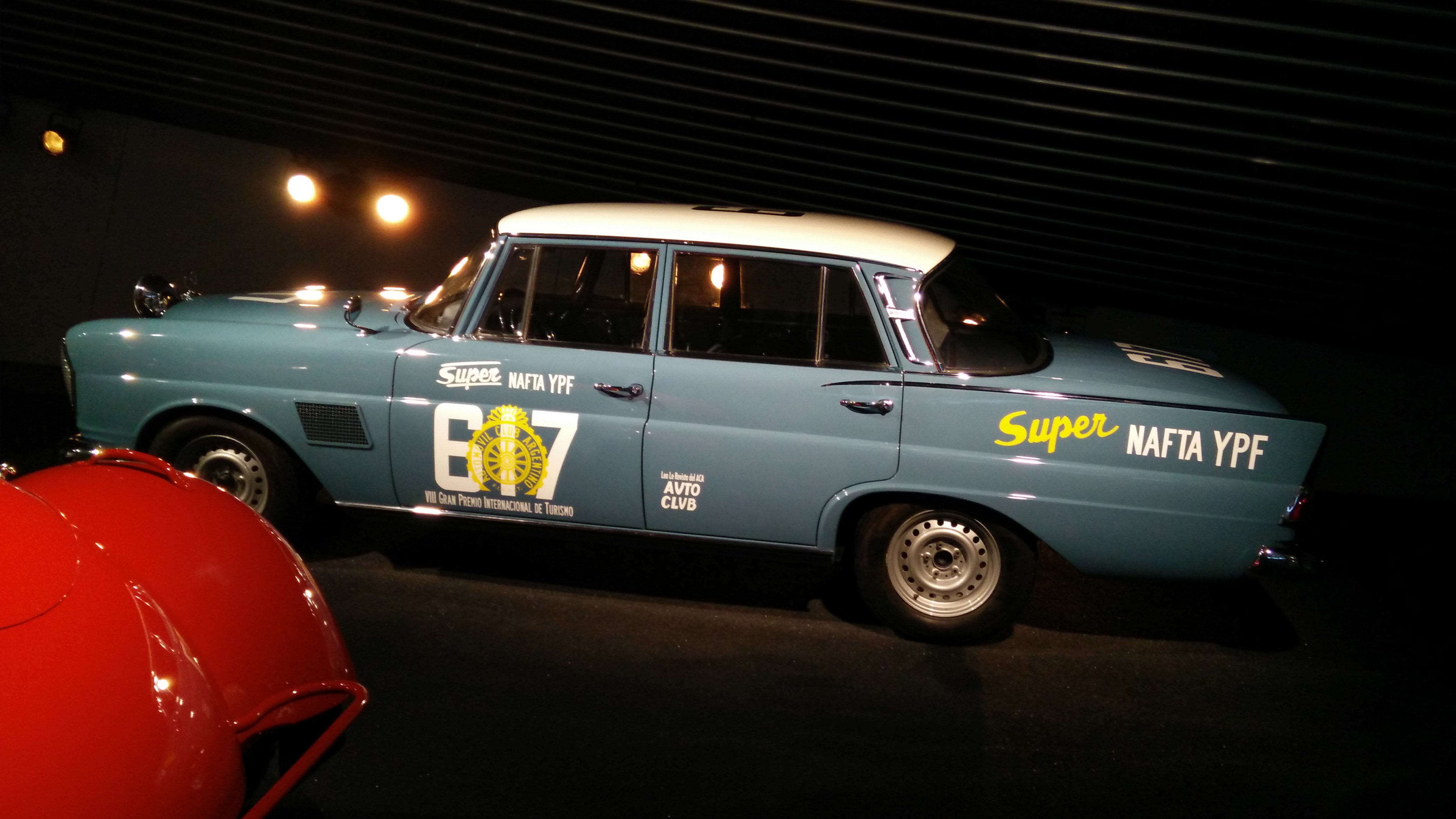
La même (no 617)...

## Palmarès
- Champion d'Europe des rallyes, en 1962 sur Mercedes-Benz 220 SE;
- Vice-champion d’Europe des rallyes en 1961.

## Victoires en courses
- Rallye Hanseat en 1958;

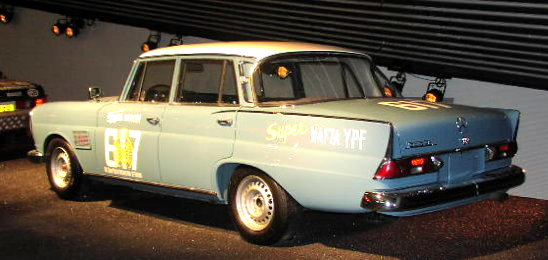
...sous d'autres angles (Musée Mercedes-Benz de Stuttgart).

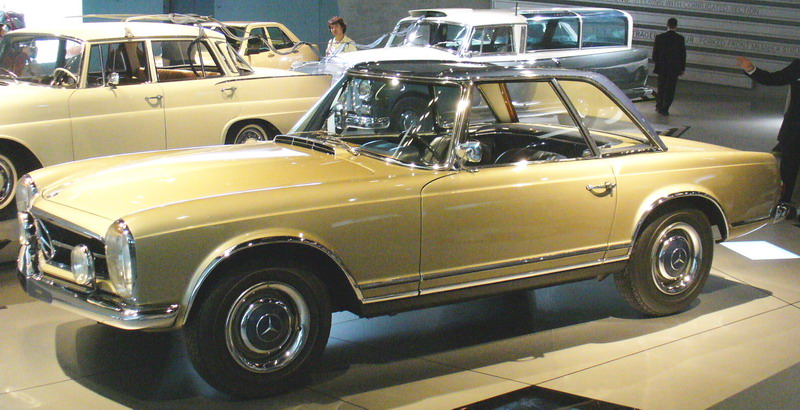
La Mercedes-Benz 230 SL 1963 d'Eugen Böhringer.

- Rallye Stuttgart-Solitude en 1959 et 1960 (victoires de classe);
- Rallye de Pologne en 1961 (copilote Rauno Aaltonen) et 1962 (avec Peter Lang) (Mercedes-Benz 220 SE);
- Rallye des Tulipes en 1961 et 1962 (deux victoires de classe);
- Rallye de l'Acropole en 1962 (avec Peter Lang) et 1963 (avec Rolf Knoll) (Mercedes 220 SE);
- Rallye Liège (Spa)-Sofia-Liège en 1962 avec Eger, toujours sur Mercedes 220 SE, et en 1963;
- Rallye du Soleil de Minuit en 1962 (victoire de classe);
- Rallye d'Allemagne en 1963 (sur Mercedes 300SE rally);
- Vainqueur en classe de plus de 2 000 cm3 au Rallye Monte-Carlo de 1961 à 1965;
  - 2e du rallye Stuttgart-Solitude en 1958 et 1962;
  - 2e du rallye Monte-Carlo en 1960 (avec Böhringer et Socher) (Mercedes 220 SE), en 1962 (avec Lang) (Mercedes 220 SE), et en 1965 sur Porsche 904 (avec Rolf Wütherich);
  - 2e du rallye de Baden-Baden en 1962 (avec Lang) (Mercedes 220 SE);
  - 2e de la Coupe des Alpes en 1960 sur Mercedes 300 Mo SL Roadster;
  - 3e du rallye Liège-Sofia-Liège en 1964;
  - 11e au général du rallye Monte-Carlo en 1963 (avec Lang) (Mercedes 220 SE).

## Courses de côte
- Course de côte du Schauinsland en 1959;
- Course de côte de Pirmasens en 1959;
- Course de côte de Schorndorf en 1961;
- Course de côte du Mont Ventoux en 1964 (victoire en classe 7 et 2e du groupe 2, avec la Mercedes-Benz 300SE).

## Circuits
- Prix d'Argentine Großer Straßen en 1963 et 1964, sur Mercedes-Benz 300SE
- 6 Heures du Nürburgring en 1964 (avec Dieter Glemser), sur Mercedes-Benz 300SE
- Macau Guia Race en 1964, sur Mercedes-Benz 300SE
  - 2e du Grand Prix d'Allemagne des voitures de Tourisme (les 6 H.), au Nürburgring, avec Glemser sur Mercedes-Benz 300SE en 1963
  - 3e des 6 Heures de Brands Hatch en 1964, sur Mercedes-Benz 300SE

## Honneurs
- 1962: Médaille d'Argent de l'Ordre du Mérite de RFA, remise par le Président de la République;
- 1963: Coupe ONS de Pilote allemand le plus titré;
- Insignes d'or, remis par l'ADAC, et par l'AvD;
- Aiguille de vainqueur, remise par la firme Mercedes-Benz.